# Harald Wallin
Johan Harald Alfred Wallin (Göteborg, Västra Götaland, 27 de febrer de 1887 - Göteborg, 16 de juny de 1946) va ser un regatista suec que va competir a començaments del segle xx.
El 1908 va prendre part en els Jocs Olímpics de Londres, on va guanyar la medalla de plata en la categoria de 8 metres del programa de vela com a membre de la tripulació del Vinga, junt a Carl Hellström, Edmund Thormählen, Erik Wallerius i Eric Sandberg.
Quatre anys més tard, als Jocs d'Estocolm, guanyà la medalla d'or en la modalitat dels 10 metres a bord del Kitty, aquesta vegada junt a Filip Ericsson, Carl Hellström, Paul Isberg, Humbert Lundén, Herman Nyberg, Harry Rosenswärd i Erik Wallerius.